# Rivière Bartouille
Rivière Bartouille är ett vattendrag i Kanada.   Det ligger i provinsen Québec, i den sydöstra delen av landet, 400 km norr om huvudstaden Ottawa.
I omgivningarna runt Rivière Bartouille växer i huvudsak blandskog. Trakten runt Rivière Bartouille är nära nog obefolkad, med mindre än två invånare per kvadratkilometer.